# Python bivittatus
La pitón de Birmania (Python bivittatus) es una especie de serpiente perteneciente a la familia Pythonidae, propia de la Región indomalaya. Es una serpiente constrictora originaria de la India, Pakistán, Nepal e Indochina, y fue introducida en Florida como mascota, pero cuando crecieron demasiado y ya no las podían mantener, sus dueños las liberaron en el parque nacional de los Everglades, volviéndose un problema para las especies autóctonas. Es la constrictora más grande de la India y una de las seis serpientes más grandes del mundo, después de la anaconda verde, la pitón reticulada y la pitón amatista —aunque sólo en longitud. Es una serpiente dócil y un icono en la India.

## Hábitat y distribución
Se encuentran cerca del agua; algunas veces son semiacuáticas, pero también viven en árboles. El promedio de longitud de la pitón birmana en su hábitat natural es de 3,7 metros, pero pueden llegar a medir hasta 5,8 metros de largo.
Las pitones birmanas son nocturnas. Cuando son pequeñas viven en la tierra y en los árboles, pero conforme crecen, sus movimientos se van restringiendo cada vez más al suelo. También son excelentes nadadoras, capaces de sumergirse en el agua por más de media hora. Las pitones birmanas se pasan la mayor parte del tiempo escondidas entre los arbustos. En invierno, suelen hibernar en un tronco hueco, debajo de rocas o en hoyos en la tierra, hasta el final de la estación.

## Reproducción
Las pitones birmanas se reproducen a inicios de verano. Las hembras ponen de 12 a 36 huevos entre marzo y abril, con los cuales se quedarán hasta que nazcan las crías, envolviéndolos con su cuerpo y moviendo sus músculos para elevar la temperatura del ambiente de los huevos unos cuantos grados. Una vez que estas nazcan, la pitón abandonará los huevos. Las nuevas crías, ya sin la protección materna, se quedarán dentro de su cascarón hasta tener su primer cambio de piel, para, luego, comenzar a buscar a su primera presa.

## Dieta
Como todas las serpientes, las pitones birmanas son carnívoras. Su dieta consiste, primordialmente, en aves y mamíferos. Las serpientes usan sus filosos dientes curvos para agarrar a su presa, y con su cuerpo las enrolla y aprieta hasta asfixiarlas. El alimento en su estómago dura de 2 a 8 días. De ahí en adelante, la bola se va deshaciendo, hasta que lo ingerido ya no se nota. Si la pitón birmana se siente amenazada, cuando está comiendo o cuando apenas lleva 2 o 3 días con la presa en su estómago, vomita la presa para poder moverse más rápido y alejarse del peligro.

## Descripción
Las pitones birmanas adultas son grandes, pesadas, y su piel tiene un patrón de tipo red. Sus crías son muy agresivas y rápidas, pero  tienden a dejarse manipular fácilmente. Midiendo entre 45 y 60 cm al nacer, el tamaño de las hembras adultas alcanza entre los 4,5 y 6 metros de largo, en tanto que el de los machos oscila entre los 3 y 4.5 metros, llegando a superar fácilmente los 100 kilogramos. Actualmente ostenta el récord del animal con más huesos, con un total de 872. Su promedio de vida en cautiverio, con los cuidados adecuados, va de 20 a 30 años.

## Tamaño
La pitón birmana alcanza tallas de hasta 4 metros, aunque hay registros de 5.8 m de longitud y un peso de unos 167 kg.[cita requerida]. El récord más grande del mundo se encuentra en un zoológico de Illinois (Estados Unidos), que mide 6.3 m de largo y pesa 182 kg.[cita requerida]
La diferencia de talla entre hembra y macho es muy notable, debido a que la hembra puede alcanzar a medir hasta 6 metros, mientras que los machos -con suerte- 4 metros de longitud.

## Fuerza
Como todas las constrictoras, la pitón mata por sofocación, anulando la entrada de oxígeno de su víctima. Cada vez que la presa exhala, la serpiente la aprieta más, y no deja de hacerlo hasta que nota que el corazón de su víctima deja de latir.

## Diseño de piel
El diseño de su piel se asemeja a las hojas secas caídas de los árboles, lo que le permite camuflarse muy bien en las selvas.
Es muy común que la gente de la India se tope con estas serpientes. Si bien las toleran, hacen todo lo posible por proteger a sus animales domésticos y ganado, por medio de rejas y olores que repelen a la serpiente pitón.[cita requerida]

## Problemas ambientales
Estas serpientes, hoy en día, son un problema ambiental para la reserva de los Everglades, ya que entran a competir con otro depredador: el caimán americano, Alligator mississippiensis. Estos entran en competencia con las serpientes, generándose un conflicto entre la especie introducida en Estados Unidos desde los años 60 y la endémica especie de la región.